# جينتا إيتو
جينتا إيتو (باليابانية: 伊藤 元太) (مواليد 2 يوليو 2000) هو لاعب كرة قدم ياباني.

## وصلات خارجية
- جينتا إيتو على موقع رابطة كرة القدم اليابانية للمحترفين (اليابانية)
- جينتا إيتو على موقع قاعدة بيانات كرة القدم.إي يو (الإنجليزية)
- جينتا إيتو على موقع Soccerway.com (الإنجليزية)
- جينتا إيتو على موقع عالم كرة القدم.نت (الإنجليزية)